# Brestovăț
Brestovăț es una comuna ubicada en el distrito de Timiș, Rumania.

## Superficie
Posee una superficie de 103,2 kilómetros cuadrados.

## Demografía
Hasta 2021 la población era de 675 habitantes, con una densidad de población de 6,544 habitantes por kilómetro cuadrado.